# چکش آهنگری

استفاده از چکش آهنگری در فرایند آهنگری فولاد

چکش آهنگری، چکش بخار یا چکش هوایی (به آلمانی: Lufthammer) چکش‌هایی هستند که در آهنگری استفاده می‌شوند که منبع انرژی آنها بازوی انسان نیست. در زبان انگلیسی به آنها Power hammer می‌گویند. گاهی به آنها «چکش بادی قالب باز» می‌گویند. از این چکش‌ها از دهه ۱۸۸۰ توسط آهنگران و چاقوسازان استفاده می‌شود.

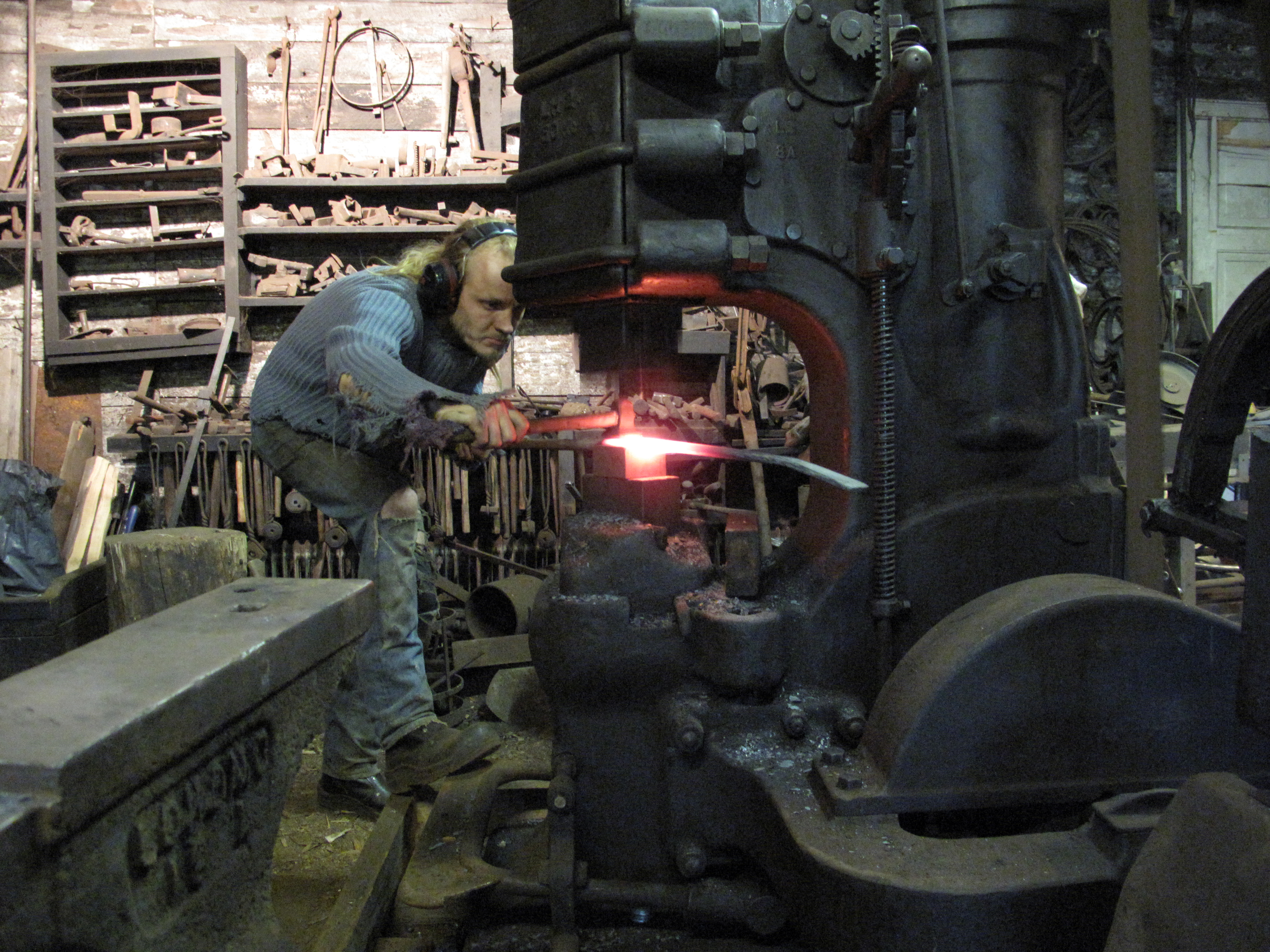
یک آهنگر در حال استفاده از یک چکش آهنگری ۵۰ کیلوگرمی

یک چکش بخار معمول از یک چارچوب، یک سندان و یک سنبه رفت و برگشتی دارای یک سرچکش تشکیل می‌شود. قطعه بر روی سندان نگه داشته می‌شود و کلگی به قطعه ضربه می‌زند.
چکش بخار توسط رابط‌های مکانیکی و فنرهایی، انرژی پتانسیل را در بخار یا هوای فشرده، ذخیره می‌کند.